# マルコ・ボスキーニ
マルコ・ボスキーニ (Marco Boschini、1602年10月5日（洗礼日）- 1681年1月1日）は、イタリアの画家、版画家、美術に関する著作家である。ヴェネツィアで働いた美術家に関する著作「Le ricche miniere della pittura veneziana（ヴェネツィア絵画の豊かな鉱床）」などを出版した。

## 略歴
ヴェネツィアで生まれた。ヴェネツィアの画家、パルマ・イル・ジョーヴァネ（1549-1628）の弟子になり、ヴェネツィアの教会（Chiesa di San Girolamo (Venezia)）の宗教画も描いた
。版画家としての評判も高く、同時代の画家バルトロ・セル（Bartolo Ceru: ?-1660）の描いた教会の天井画を版画にしたことで知られている
。
版画集や美術に関する著作の出版を行い、作品には1660年に出版された「La Carta del Navegar pittoresco（美しい航海地図）」や、ヴェネツィアの芸術家を称えた作品である1664年の「Le minere della pittura veneziana」と1674年の改訂版の「Le ricche minere della pittura veneziana」を出版し、ヴェネツィアとビチェンツァの旅行ガイドも出版した。
美術品の売買や斡旋で収入を得ており、顧客には枢機卿で芸術のパトロンであったレオポルド・デ・メディチがいた。
「Le ricche miniere della pittura veneziana（ヴェネツィア絵画の豊かな鉱床）」はヴェネツィアにある美術作品の優れた批評が含まれていると評価されている。1733年に、アントニオ・マリア・ザネッティによってリメイク版「Descrizione di tutte le pubbliche pitture della città di Venezia e isole circonvicine : o sia rinnovazione delle Ricche minere di Marco Boschini （ヴェネツィア周辺のすべての公開されている絵画の説明、マルコ・ボスキーニの豊かな鉱床のリニューアル）」が出版された。
没年には諸説あるが、1681年1月1日か、1680年にヴェネツィアの自宅で亡くなったと考えられている。

## 作品

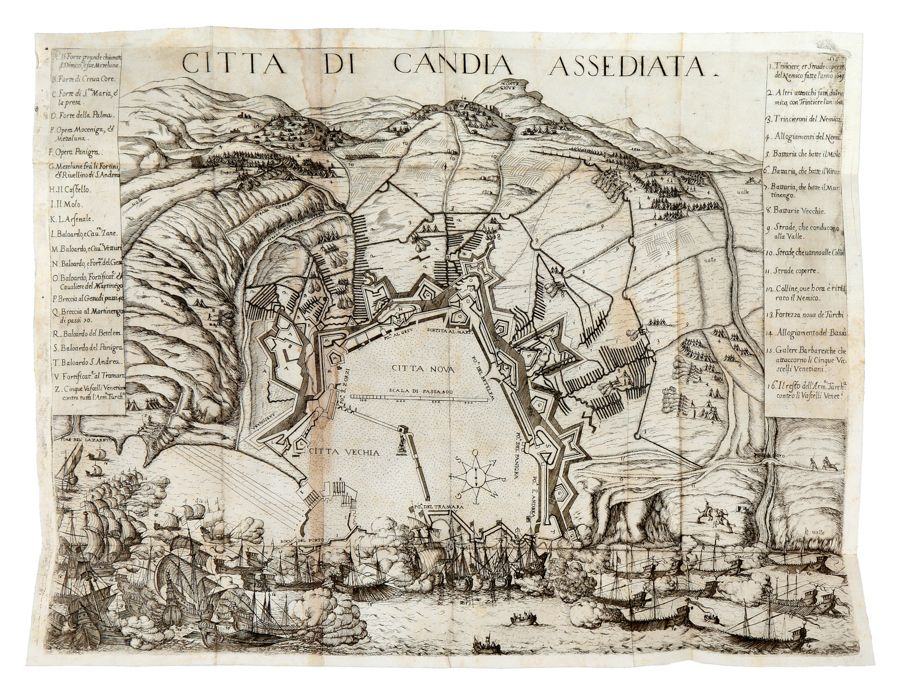
ヴェネツィア領クレタのイラクリオン（カンディア）の地図(1651)
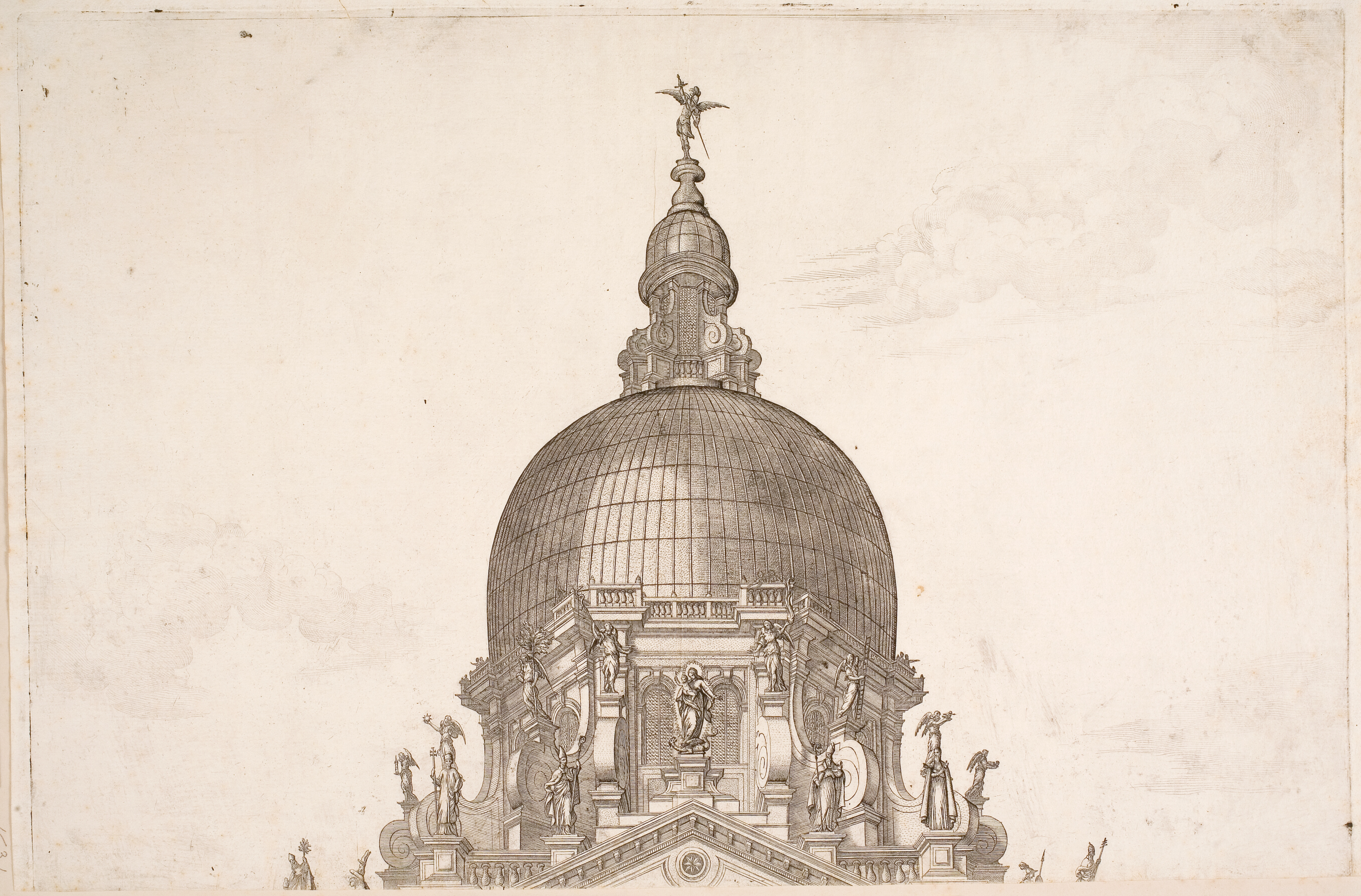
サンタ・マリア・デッラ・サルーテ聖堂(1644)
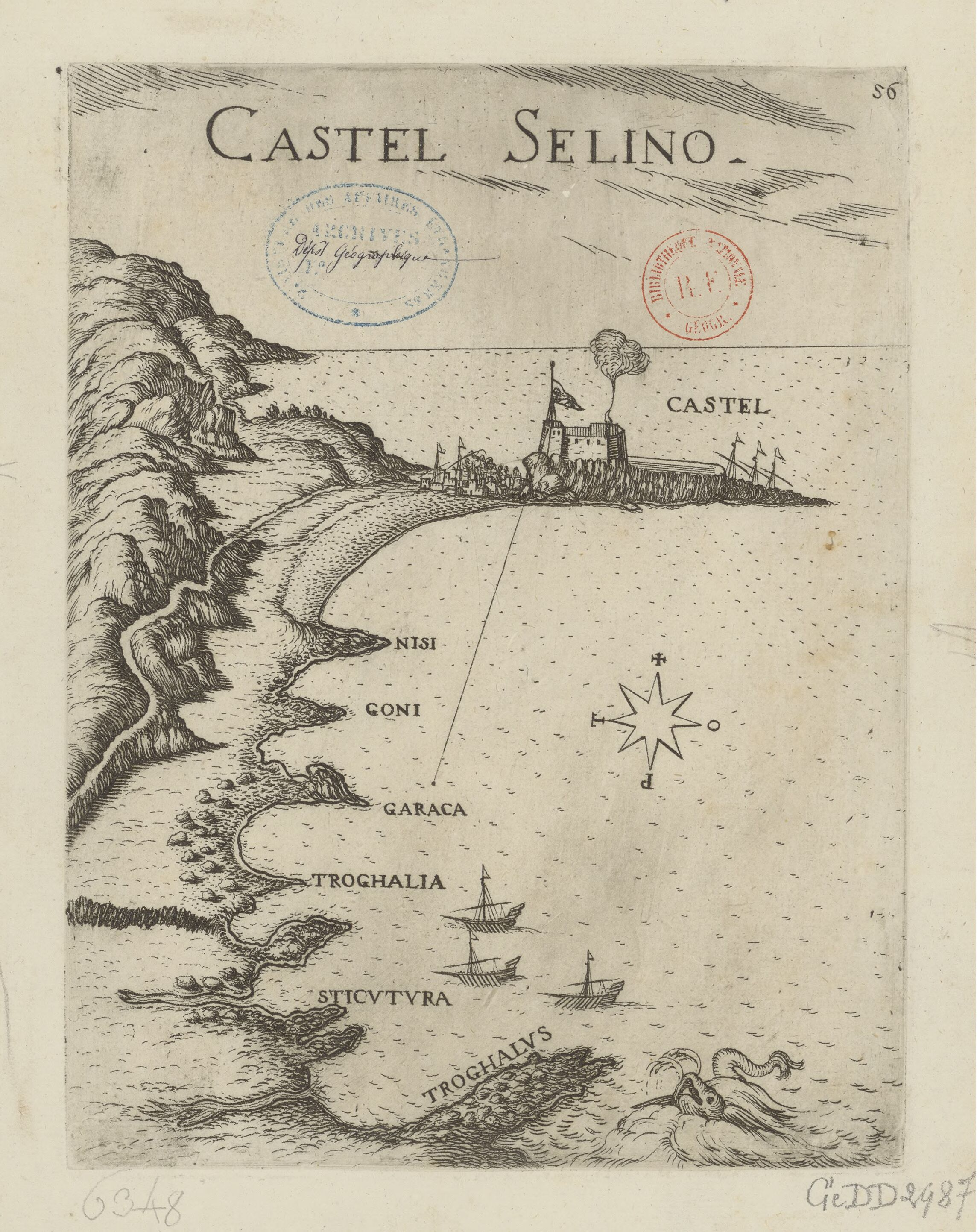
Castel Selino
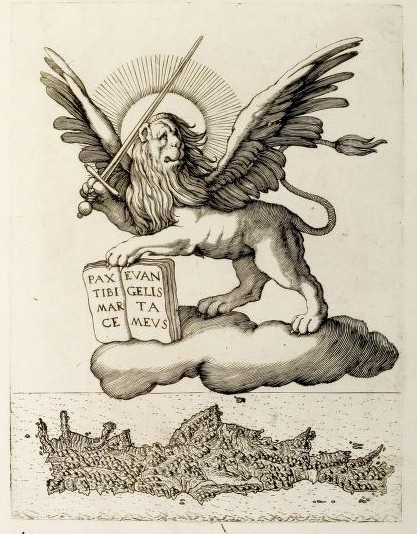
聖マルコィアの獅子とクレタ島